# Церковь Святых Петра и Павла (Веймар)
Церковь Святых Петра и Павла, или Гердеровская церковь (нем. St. Peter und Paul, Herderkirche) — лютеранская церковь в Веймаре, Тюрингия, также известна как «Городская церковь» (Stadtkirche), или «Гердеровская», в честь известного теолога и философа Иоганна Готфрида Гердера, который похоронен в церкви. Последние названия возникли дабы отличать лютеранский приходской храм от придворной церкви (Schloßkirche) в том же городе. С 1998 года церковь является частью объекта Всемирного наследия «Классический Веймар», вместе с другими объектами, связанными с движением веймарского классицизма.

## История
Первая церковь была построена с 1245 по 1249 год, но уничтожена пожаром в 1299 году. Остался только фундамент. Второе здание сильно пострадало во время городского пожара 1424 года. Нынешнее здание зального типа в стиле поздней «зондерготики», построено между 1498 и 1500 годами. Хор церкви служил местом захоронения членов дома Веттинов в герцогствах Эрнестины. В 1525 году церковь Петра и Павла стала лютеранской, и Мартин Лютер читал там проповеди.
Герцогская семья, очевидно, посещала службы не только в маленькой «Schloßkirche», но и в городской церкви. Знаменитый музыкант Джон Элиот Гардинер предполагал, что кантаты Баха с использованием «праздничного оркестра» были впервые исполнены именно там, включая его первую рождественскую кантату «Christen, ätzet diesen Tag» и «Der Himmel lacht! Die Erde jubilieret» для пасхального воскресенья 1715 года.
Бах часто играл на органе, и двое его сыновей были крещены в этой церкви. C 1776 года и до своей смерти в 1803 году генеральным суперинтендантом (первым духовным лицом) герцогства был Иоганн Готфрид Гердер. Он похоронен в церкви. В 1807 году там же была похоронена герцогиня Анна Амалия Брауншвейгская, которая почитала философа. Площадь перед церковью была названа в честь Гердера (Herderplatz).
К концу Второй мировой войны 9 февраля 1945 года церковь была сильно повреждена бомбардировкой. Скатная крыша и деревянные своды были в значительной степени разрушены, оставшиеся каменные своды в восточной части рухнули. Интерьер также был сильно поврежден. Церковь была снова открыта после реконструкции 14 июня 1953 года. Ремонт и реставрация интерьера проводились до 1977 года.
От оригинального готического интерьера церкви осталось немного: купели, лестницы к кафедре и части фрески с историей Святой Урсулы. Современный орган был построен в 2000 году органным мастером Вильгельмом Зауэром (Франкфурт-на-Одере) в историческом корпусе 1812 года. Это реконструкция предыдущего органа, который был создан в 1907 году Эберхардом Фридрихом Валькером (Людвигсбург). Инструмент имеет 53 регистра, ползунковые сундуки и механическое действие клавиш с электрическими регистрами и сцеплением.

## Гердеровский алтарь церкви Святых Петра и Павла
Главной достопримечательностью храма является огромный алтарный триптих, созданный выдающимся художником эпохи Северного Возрождения Лукасом Кранахом Старшим и его сыном Лукасом Кранахом Младшим между 1552 и 1555 годами.
Алтарь был заказан курфюрстом Саксонии Иоганном Фридрихом I Великодушным. Роспись трёхстворчатого алтаря была начата Лукасом Кранахом Старшим, а после его смерти работа была завершена сыном Лукасом Кранахом Младшим в 1555 году. Это один из важнейших шедевров искусства Тюрингии, созданных в XVI веке. В алтарной части церкви находится подлинная надгробная плита Лукаса Кранаха Старшего, перенесённая с места его погребения на кладбище Якобсфридхоф при церкви Святого Якоба в Веймаре. Во время Второй мировой войны алтарь хранился в скрытом месте, поэтому он пережил воздушные налеты 1945 года.
Как и во всех алтарных образах Кранаха периода Реформации, Веймарский алтарь насыщен христоцентрической символикой и аллегориями протестантской теологической концепции «пяти пунктов», причём каждое изображение относится к лютеровской идее спасения только в Иисусе (Solus Christus). В центре алтаря — распятый Христос, Иоанн Креститель указывает на Иисуса, а указательный палец другой руки — на Агнца Божьего (Agnus Dei), в то время как сам художник — Лукас Кранах Старший и Мартин Лютер стоят с правой стороны. Образ Христа повторяется с левой стороны, он изображён побеждающим сатану и побеждающим смерть. Кранах изображён омываемым кровью Иисуса, брызжущей из Его раны, в то время как в руке Лютера находится открытая Библия, а его указательный палец указывает на Библию, что символизирует важность проповеди Слова Божьего и учения «Sola scriptura» (Только писания). На дальнем плане падшая природа человечества представлена сценой изгнания Адама и Евы из Эдемского сада, а также ветхозаветным преданием об откровении Десяти Заповедей, медном змее, проповеди Моисея израильтянам и Благовещения пастухам.
В закрытом виде на внешних сторонах боковых створок изображены библейские сцены Крещения Иисуса и Воскресения. Алтарь также служит надгробным памятником Иоганну Фридриху I Великодушному, заказчику алтаря, его жене Сибилле Клевской и их потомкам, которые похоронены под сводом церкви перед алтарем, причём их имена высечены на пределле в виде эпитафии, а их изображения представлены на боковых створках раскрытого алтаря.
- Интерьер церкви
- Гердеровский алтарь
- Аллегория искупления. Центральная часть алтаря
- Иоанн Креститель, Лукас Кранах и Мартин Лютер
- Христос, побеждающий Сатану
- Агнец Божий
- Левая створка: Иоганн Фридрих Великодушный, герцог Саксонский, и его жена Сибилла Клевская
- Правая створка: братья Иоганна Фридриха